# Liberazión
Liberazión fou un grup polític d'Aragó creat el novembre de 1991 de la fusió del Moviment Comunista d'Aragó i de la Lliga Comunista Revolucionària (LCR), de la mateixa manera que havien format Ca Revolta o el Kol·lectiu Bassetja. A diferència de les organitzacions anteriors, proposa intervenir en la vida pública i qüestiona que la transformació social i l'emancipació humana hagin de passar necessàriament per les estratègies de la política institucional. El 1993 el nucli provinent de LCR decidí separar-se. El seu treball s'integra en els grups que actuen en diferents camps de l'activitat cívica: feminisme, insubmissió a l'exèrcit, antimilitarisme, ecologisme, solidaritat internacionalista, sindicalisme (dintre del «sector crític» de Comissions Obreres), etc.